# ولاية طربزون
وِلايةُ طَرَبزُون (بالتركية: طربزون ولایت، Trabzon ili) إحدى ولايات تركيا عاصمتها مدينة طربزون. تبلغ مساحتها 6,685 كم2 ويبلغ عدد سكانها 757,353 نسمة كما يبلغ معدل الكثافة السكانية 110/كم2 وتقع في شمال تركيا على ساحل البحر الأسود وبالنسبة للمناخ فولاية طربزون تعد من أكثر مناطق تركيا تساقطا للأمطار وتبلغ ذروة تساقط الأمطار في الفترة بين شهر أكتوبر إلى شهر مايو حيث معدل سقوط الأمطار بها 2500 مليتر سنويا ويكثر انهمار الثلوج في المحافظة في فصل الشتاء أي من شهر ديسمبر حتى شهر مارس وفترة تراكم الثلوج لا تقل عن 40 يوما.

## عدد السكان
- 2000 - 979,081
- 1997 - 858,687
- 1990 - 795,849
- 1985 - 786,194
- 1980 - 731,045
- 1975 - 719,008
- 1970 - 659,120
- 1965 - 595,782
- 1960 - 532,999
- 1955 - 462,249
- 1950 - 420,279
- 1945 - 395,733
- 1940 - 390,733
- 1935 - 360,679
- 1927 - 290,303

## أعلام
- إبراهيم ديمير
- فيجاني
- إحسان سغلام
- بلند غديكلي
- ميتين ديادين